# Iunie 1999
Acest articol este generat integral pe baza informațiilor din articolul 1999 și este actualizat periodic de un robot.
 Editările făcute în articol vor fi șterse la următoarea actualizare! Dacă doriți să faceți modificări, editați articolul-sursă.

ianuarie -
februarie -
martie -
aprilie -
mai -
iunie -
iulie -
august -
septembrie -
octombrie -
noiembrie -
decembrie
Iunie 1999 a fost a șasea lună a anului și a început într-o zi de marți.

## Evenimente
- 11 iunie: Se încheie Războiul din Kosovo cu victoria NATO (1996-1999).
- 24 iunie: Chitara cu care Eric Clapton a înregistrat Layla, a fost vândută pentru 497.500 dolari.

## Nașteri
- 5 iunie: Alejandro Davidovici Fokina, jucător spaniol de tenis
- 10 iunie: Blanche (Ellie Delvaux), cântăreață belgiană
- 11 iunie: Kai Havertz (Kai Lukas Havertz), fotbalist german
- 17 iunie: Elena Rîbakina, jucătoare kazahă de tenis
- 18 iunie: Trippie Redd (Michael Lamar White IV), rapper și cântăreț american
- 24 iunie: Andrei Cordea (Andrei Ioan Cordea), fotbalist român
- 24 iunie: Darwin Núñez, fotbalist uruguayan
- 25 iunie: Abdülkadir Ömür, fotbalist turc
- 27 iunie: Chandler Riggs (Chandler Carlton Riggs), actor american
- 28 iunie: Markéta Vondroušová, jucătoare cehă de tenis

## Decese
- 2 iunie: Robert Sobel, 68 ani, istoric american (n. 1931)
- 4 iunie: Emeric Székely, inginer și profesor universitar român (n. 1922)
- 11 iunie: DeForest Kelley (Jackson DeForest Kelley), 79 ani, actor american (n. 1920)
- 15 iunie: Fernand Dupuy, politician francez (n. 1917)
- 17 iunie: Emilia Milicescu, 91 ani, poetă, prozatoare, istoric literar și publicistă română (n. 1908)
- 20 iunie: Iulian Mihu, 72 ani, regizor român de film (n. 1926)
- 23 iunie: Marius Butunoiu, 79 ani, sculptor român (n. 1919)
- 24 iunie: Pompiliu Gîlmeanu, regizor român de film documentar (n. 1932)
- 25 iunie: Frederick Christ Trump, 93 ani, dezvoltator imobiliar american de etnie germană, tatăl lui Donald Trump (n. 1905)
- 27 iunie: Siegfried Lowitz (n. Siegfried Wodolowitz), 84 ani, actor german (n. 1914)
- 28 iunie: Gheorghe Gheorghiev, 92 ani, matematician român (n. 1907)